# Шутов Олег В'ячеславович
Олег В'ячеславович Шутов (нар. 9 липня 1988, Маріуполь, УРСР) — український футболіст, півзахисник.

## Життєпис
У футбол потрапив завдяки батькові, який виступав на аматорських турнірах у Маріуполі. Вперше копати м'яч почав у віці чотирьох років, потім почав відвідувати ДЮФШ «Іллічівця». Згодом, у віці 16 років вступав за аматорську команду «Портовик». Спочатку відіграв сезон за юнацьку команду за який встиг забити 36 голів, а згодом перейшов до дорослої, де за час виступів 10 разів вразив ворота. Згодом уклав професійну угоду з дніпродзержинською «Сталлю». Першу гру провів проти київського ЦСКА. Вона закінчилася з рахунком 1-0 на користь «сталеварів». 30 серпня 2006 року забив свій перший в професійній кар'єрі гол черкаському «Дніпру». У сезоні 2007/2008 визнаний найкращим гравцем команди.
Влітку 2015 року Олег Шутов підписав контракт з рівненським «Вересом», за який дебютував 22 липня у матчі Кубка України з київським «Арсеналом». У лютому 2016 року достроково розірвав угоду з «Вересом» за сімейними обставинами.

## Досягнення
- Срібний призер Першої ліги України (1) : 2014/15
- Срібний призер Другої ліги України (1) : 2013/14
- Бронзовий призер Другої ліги України (1) : 2008/09

У Канаді
- Переможець регулярного чемпіонату Канадської футбольної ліги (1): 2017
- Срібний призер регулярного чемпіонату Канадської футбольної ліги (1): 2016
- Півфіналіст плей-офф Канадської футбольної ліги (2): 2016, 2017